# Walter Aronsson
Walter Eric Aronsson (ur. 28 marca 1917 w Norrtälje, zm. 11 marca 2010 w Sztokholmie) – szwedzki bobsleista, brązowy medalista mistrzostw świata.

## Kariera
Największy sukces w karierze Walter Aronsson osiągnął w 1953 roku, kiedy wspólnie z Kjellem Holmströmem, Janem de Man Lapidothem i Nilsem Landgrenem zajął trzecie miejsce w czwórkach podczas mistrzostw świata w Garmisch-Partenkirchen. Był to jednak jego jedyny medal wywalczony na międzynarodowej imprezie tej rangi. W 1956 roku wystartował na igrzyskach olimpijskich w Cortina d’Ampezzo, gdzie był trzynasty w czwórkach, a rywalizacji w dwójkach nie ukończył. Brał również udział w igrzyskach olimpijskich w Innsbrucku w 1964 roku, gdzie w czwórkach był jedenasty.